# Zeuxine pulchra
Zeuxine pulchra är en orkidéart som beskrevs av George King och Robert Pantling. Zeuxine pulchra ingår i släktet Zeuxine och familjen orkidéer. Inga underarter finns listade i Catalogue of Life.